# 大长陇革命烈士纪念碑
大长陇革命烈士纪念碑，位于中国广东省揭阳市普宁市军埠镇，为普宁市的一个市级文物保护单位，类型为近现代重要史迹及代表性建筑，公布时间为1988年。
大长陇革命烈士纪念碑于1958年始建，1986年重建。